# Dan Bucatinsky
Dan Bucatinsky (New York, 22 september 1965) is een Amerikaans acteur, scenarioschrijver en producent van Joods-Argentijnse afkomst. Hij won in 2013 een Primetime Emmy Award voor zijn gastrol als James Novack in de dramaserie Scandal. Een jaar daarvoor werd hij twee keer genomineerd voor eenzelfde prijs, maar dan één keer als co-producent van het realityprogramma Who Do You Think You Are? en één keer als coproducent van Web Therapy, een comedyserie van vijf minuten per aflevering. Bucatinsky maakte in 1994 zijn acteerdebuut als niet bij naam genoemde piccolo in de televisiefilm Another Midnight Run. De romantische komedie All Over the Guy (2001) was de eerste film die hij schreef en ook zijn debuut als filmproducent.

## Carrière
Bucatinsky vult zijn cv vrijwel gelijkmatig met taken als acteur, schrijver en producent. Zo speelde hij personages in meer dan 100 afleveringen van verschillende televisieseries, maar schreef hij er ook meer dan 100 en produceerde hij er meer dan 200. Waar afleveringen van Web Therapy het grootste deel vormen van Bucatinsky's televisiewerk als acteur en schrijver, (co-)produceerde hij naast deze serie ook alle dertien afleveringen van de komedieserie The Comeback en negentien van de twintig afleveringen van Lipstick Jungle. Ook maakte hij vanaf het begin van het programma in 2010 deel uit van het uitvoerend productieteam van Who Do You Think You Are? en werd hij in 2012 door Grey's Anatomy aangetrokken als consulterend producent.

## Filmografie
*Als acteur
- When Do We Eat? (2005)
- Under the Tuscan Sun (2003)
- I Love Your Work (2003)
- The Sky Is Falling (2001)
- All Over the Guy (2001)
- The Opposite of Seks (1998)
- Another Midnight Run (1994, televisiefilm)

## Televisieseries
*Als acteur, exclusief 20+ eenmalige optredens
- Web Therapy - Jerome Sokoloff (2008-...)
- In Plain Sight - Fred Zeitlin (2011-2012, drie afleveringen)
- The Comeback - Billy Stanton (2005, drie afleveringen)
- NYPD Blue - David 'Dave' Moore (2002, twee afleveringen)
- M.Y.O.B. - Rueben (2000, twee afleveringen)

## Producent
*Alleen films vermeld
- Love and Other Impossible Pursuits (2009, uitvoerend producent)
- The Commuters (2005, televisiefilm, uitvoerend producent)
- Deal (2005, televisiefilm, uitvoerend producent)
- My Life, Inc. (2004, televisiefilm, uitvoerend producent)
- Call Waiting (2004)
- Picking Up & Dropping Off (2003, televisiefilm, uitvoerend producent)
- All Over the Guy (2001)

## Scenarist
*Alleen films vermeld
- The Commuters (2005, televisiefilm)
- Call Waiting (2004)
- All Over the Guy (2001)

## Privé
Bucatinsky is de levenspartner van regisseur-scenarioschrijver Don Roos, met wie hij een zoon en een dochter heeft. Ze werkten samen aan onder meer de films Love and Other Impossible Pursuits en The Opposite of Seks en meer dan 100 afleveringen van Web Therapy.
- International Standard Name Identifier: 0000 0000 4538 5144
- Library of Congress Control Number: no2003039027
- Nederlandse Thesaurus van Auteursnamen: 362844860
- Virtual International Authority File: 9530975
- WorldCat: E39PBJvtd33yYGH6t9WC97rrMP